# Gísela López
Gísela Karina López Rivas (nascida em 1968) é uma jornalista, activista e política boliviana. Ela foi Ministra das Comunicações da Bolívia de 23 de janeiro de 2017 a 23 de janeiro de 2019, durante o terceiro governo do presidente Evo Morales.

## Biografia
Gísela López nasceu em Santa Cruz de la Sierra em 1968. Ela começou a estudar em 1974, concluindo o bacharelato na sua cidade natal em 1985. Em 1986, ingressou na Universidade Evangélica Boliviana para estudar comunicação social, formando-se jornalista em 1991.
Ao longo de dez anos, López dedicou-se à mídia impressa. Em 2004, ela recebeu o Prémio Nacional de Jornalismo pela sua reportagem Etnias en extinción. A Evangelical Bolivian University também a premiou com um reconhecimento de carreira em 2017.

## Vice-Ministra da Autonomia (2013–2015)
Em 18 de junho de 2013 a Ministra da Autonomia, Claudia Peña Claros, nomeou Gísela López como sua vice-ministra. López ocupou o cargo até 2 de fevereiro de 2015, quando foi substituída por Emilio Rodas.

## Ministra das Comunicações da Bolívia (2017–2019)
Em 23 de janeiro de 2017, o presidente Evo Morales nomeou López Ministra das Comunicações, substituindo Marianela Paco.
Ela permaneceu na chefia do ministério durante dois anos, até ser sucedida como ministra por Manuel Canelas em 23 de janeiro de 2019.